# Kika Sprangers

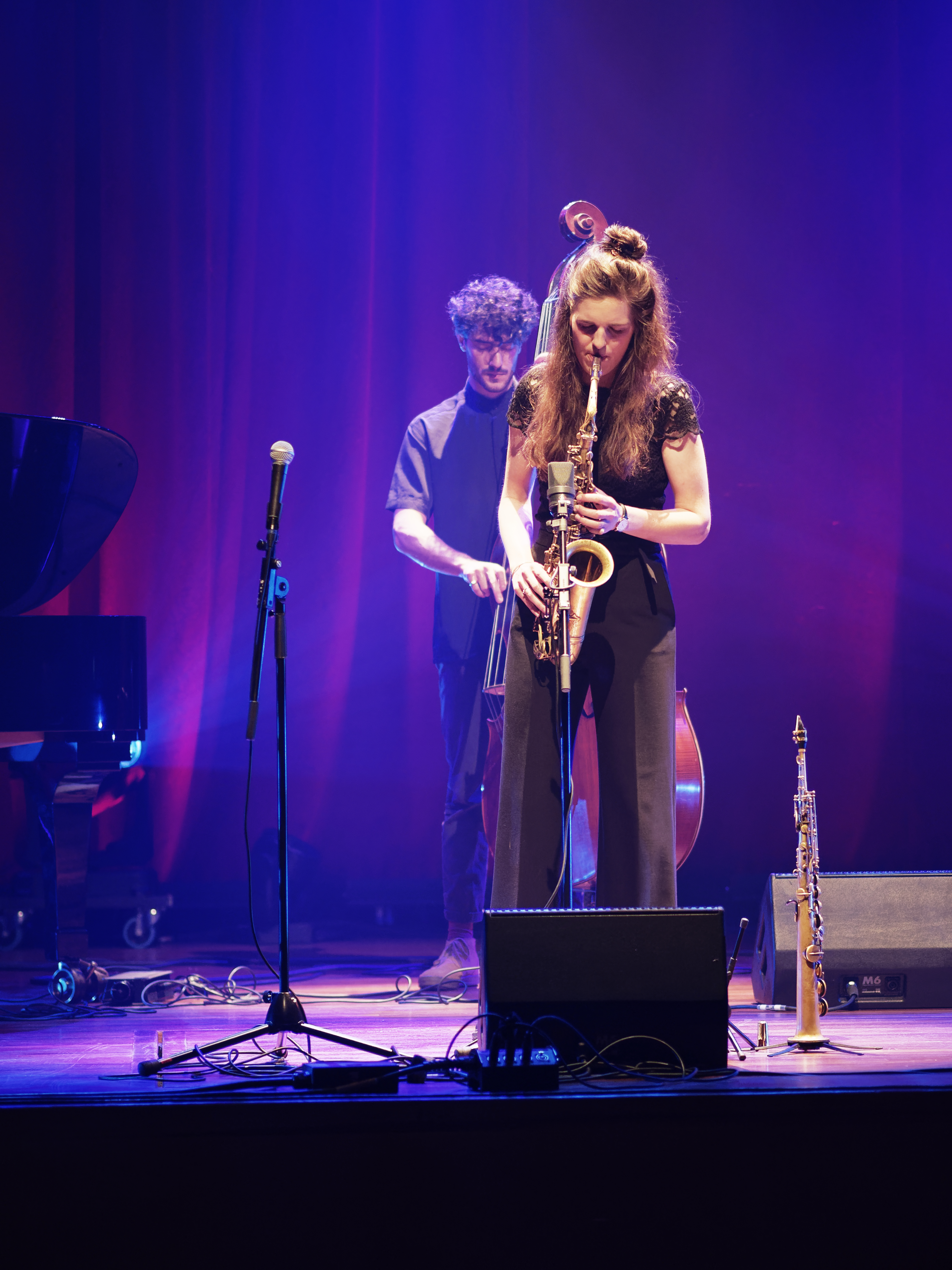
Kika Sprangers

Kika Sprangers (* 28. September 1994 in Nijmegen) ist eine niederländische Jazzmusikerin (Saxophon, Komposition).

## Leben und Wirken
Sprangers wuchs in Nijmegen auf und stand schon als Kind auf der Bühne. Mit ihrem eigenen neunzehnköpfigen Orchester trat sie in der dortigen Spielstätte Doornroosje vor ausverkauftem Haus auf. Sie studierte am Utrechts Conservatorium und schloss ihr Studium 2016 mit Auszeichnung ab. Während ihres Studiums gehörte sie zum Nationaal Jeugd Jazz Orkest unter Leitung von Martin Fondse.
Sprangers leitet ihr eigenes Quintett und ein mittelformatiges Large Ensemble. 2017 veröffentlichte sie die EP Leaves of Lily, 2019 ihr Debütalbum, auf dem beide Gruppen vertreten sind. Ihr Quintett trat auf dem North Sea Jazz Festival auf und tourte nicht nur in den Niederlanden, sondern auch in Indonesien und China. Gemeinsam mit der Saxophonistin Irene Reig stellte sie 2024 ihr Programm Alto for Two bei Canarias Jazz vor.
Als Komponistin schrieb Sprangers auch das Werk No Man’s Land für ein Kammerensemble, dessen Kern das Streichensemble Pynarello bildete. Weiterhin arbeitete sie im Trio mit Martin Fondse und Jörg Brinkmann, in Tijn Wybengas Brainteaser Orchestra und im großformatigen Utrecht Jazz Archipel.

## Preise und Auszeichnungen
2018 wurde Sprangers neben Sebastiaan van Bavel von den Programmgestaltern der wichtigsten niederländischen Jazzbühnen als vielversprechender Young VIP ausgezeichnet. Ihr Debütalbum Human Traits wurde für den Edison Jazz/World Audience Award und den Edison Jazz National 2020 nominiert. 2021 wurde Sprangers mit dem Rogier van Otterloo-Preis ausgezeichnet.

## Diskographische Hinweise
- Human Traits (2019)
- Kika Sprangers, Martin Fondse, Jörg Brinkmann: Lumen (2021)
- No Man’s Land (2021, mit Pynarello, Wolfert Brederode, Jasper van Hulten)
- Mind’s Eye (2022, mit Anna Serierse, Koen Schalkwijk, Alessandro Fongaro, Willem Romers)[3]
- Irene Reig & Kika Sprangers: Alto for Two (Berthold Records 2024, mit Xavi Torres, Thomas Pol, Sun-Mi Hong)[4]